# Brasles
Brasles is een gemeente in het Franse departement Aisne (regio Hauts-de-France). De plaats maakt deel uit van het arrondissement Château-Thierry. Brasles telde op 1 januari 2022 1.711 inwoners.
Van 1133 tot 1790 bestond de abdij van Val-Secret; dit was een abdij van Premonstratenzers. Er blijven enkel de funderingen over.

## Geografie
De oppervlakte van Brasles bedroeg op 1 januari 2022 7,45 vierkante kilometer; de bevolkingsdichtheid was toen 229,7 inwoners per km².
De onderstaande kaart toont de ligging van Brasles met de belangrijkste infrastructuur en aangrenzende gemeenten.

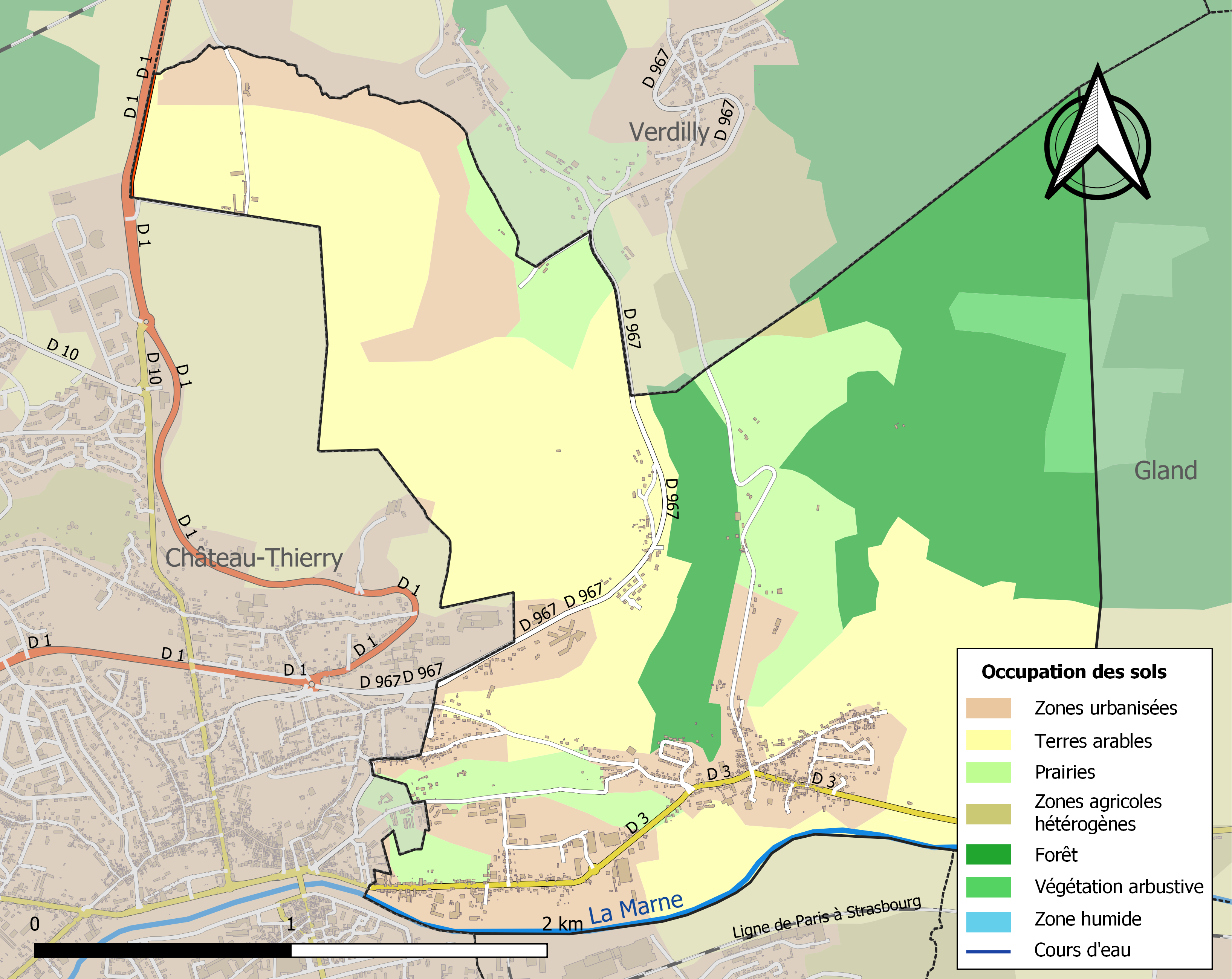

## Demografie
Onderstaande figuur toont het verloop van het inwonertal (bron: INSEE-tellingen).
Vanwege een beveiligingsprobleem met de MediaWiki Graph-software is het momenteel niet mogelijk deze grafiek weer te geven. Zodra de software is bijgewerkt zal de grafiek vanzelf weer zichtbaar worden.